# Settimio Basso
Settimio Basso (in latino Septimius Bassus; fl. 317-319) è stato un politico romano di età imperiale durante il regno dell'imperatore Costantino I.
Settimio Basso fu praefectus urbi dal 15 maggio 317 al 1º settembre 319, ma dal 13 luglio al 13 agosto 318, essendosi assentato a corte, venne sostituito da Giulio Cassio. In questa funzione fu il destinatario di diverse disposizioni conservate nel Codice teodosiano.